# اری بوزائو
اری بوزائو (انگلیسی: Ari Bozão؛ زادهٔ ۲ اوت ۱۹۶۹) بازیکن فوتبال اهل برزیل است.
از باشگاه‌هایی که در آن بازی کرده‌است می‌توان به باشگاه فوتبال کورینتیانس اشاره کرد.
وی همچنین در تیم ملی فوتبال زیر ۲۰ سال برزیل بازی کرده‌است.